# OFF (gruppo musicale)
OFF è stato un progetto musicale di Electronic dance music e del movimento Sound of Frankfurt.

## Storia
OFF venne creato nel 1985 da Sven Väth e da Michael Münzing und Luca Anzilotti (poi dal 1990 come SNAP!). Nello stesso anno producono il singolo Bad News. Nell'autunno 1986 esce Electrica Salsa, che ebbe un successo europeo notevole.
Ebenfalls 1986 wurde das Projekt 16 BIT von Michael Münzing und Luca Anzilotti ins Leben gerufen und die Singles Where Are You? und Changing Minds konnten ebenfalls Chart-Erfolge verbuchen. Die Guest Vocals zu Where Are You? stammen von Sven Väth. 1987 folgten von OFF die weiteren Singles Step by Step und Harry … aber jetzt, die jedoch alle nicht an den Erfolg von Electrica Salsa anzuknüpfen vermochten.
Nell'estate 1988 esce il singolo Time Operator e poi l'album Organisation for Fun, acronimo di OFF. Uscirà poi a fine anno il singolo La Casa Latina stile Acid house, ultima produzione Väth-Münzing-Anzilotti.
Alla fine del 1989 con l'avvento del Acid Sound, e del House Sound, Sven Väth produsse il secondo e ultimo album con Matthias Hoffmann, Ask Yourself, con il singolo Move Your Body. A metà del 1990 il gruppo si scioglie.

## Discografia

### Album
- 1988 – Organisation for Fun
- 1989 – Ask Yourself
- 2016 – Organisation for Fun (Deluxe Edition) (Doppel-CD)

### Singoli
- 1985 – Bad News
- 1986 – Electrica Salsa
- 1987 – Step by Step
- 1987 – Harry … aber jetzt
- 1988 – Time Operator
- 1988 – Everybody Shake
- 1989 – Hip Hop Reggae
- 1989 – La Casa Latina
- 1990 – Move Your Body